# Santa María Acú
Santa María Acú är en ort i Mexiko.   Den ligger i kommunen Halachó och delstaten Yucatán, i den östra delen av landet, 900 km öster om huvudstaden Mexico City. Santa María Acú ligger 10 meter över havet och antalet invånare är 1 437.
Terrängen runt Santa María Acú är mycket platt. Runt Santa María Acú är det ganska glesbefolkat, med 34 invånare per kvadratkilometer. Närmaste större samhälle är Halachó, 11,5 km sydost om Santa María Acú. Omgivningarna runt Santa María Acú är en mosaik av jordbruksmark och naturlig växtlighet.